# Catherine Steadman
Catherine Steadman (født 8. februar, 1987) er en engelsk skuespiller og forfatter, bedst kendt for sin rolle som Mabel Lane Fox i sæson 5 af ITV dramaserien Downton Abbey. I 2018 debuterede hun med romanen Something in the Water. I 2019 udkommer denne på dansk med titlen Noget i vandet.

## Karriere
Steadman er uddannet ved Oxford School of Drama og debuterede som tv-skuespiller i ITV-serien Mansfield Park overfor Billie Piper, James D'arcy, Rory Kinnear og Michelle Ryan. Siden da har hun medvirket i tv-dramaer, såsom The Tudors , Law & Order: UK, Missing, og Lewis. Hun har også optrådt i flere komedie-serier herunder The Inbetweeners, Fresh Meat, Try Again og Bucket.
Hun kan også ses i filmene Laksefiskeri i Yemen, Richard Curtis' About Time, Dust, Princess Kaiulani, Astral, og Outpost: Black Sun.